# Rosema drucei
Rosema drucei är en fjärilsart som beskrevs av Max Wilhelm Karl Draudt 1933. Rosema drucei ingår i släktet Rosema och familjen tandspinnare. Inga underarter finns listade.